# Hiro G2H
L'Hiro G2H (?), indicato anche come aereo Hiro da attacco bimotore basato a terra per la Marina Tipo 95 (九五式陸上攻撃機?) in base al codice "lungo", era un bombardiere/aereo da ricognizione a lungo raggio ad ala media sviluppato in Giappone dall'Undicesimo Arsenale Tecnico Aeronavale di Hiro negli anni trenta, costruito dalla stessa (sei esemplari) e dalla Mitsubishi Jūkōgyō (2 esemplari) ed impiegato nella Dai-Nippon Teikoku Kaigun Kōkū Hombu, il servizio aeronautico della Marina imperiale giapponese.

## Storia del progetto
Nei primi anni trenta la Marina imperiale giapponese avviò un programma di ammodernamento della propria flotta aerea indicato come "Programma sperimentale 7-Shi", in cui vennero emessi svariate specifiche promuovendo lo sviluppo di nuovi aerei da caccia, bombardieri in picchiata, aerosiluranti, idroricognitori e bombardieri basati a terra.
L'ufficio di progettazione aeronautica dell'Undicesimo Arsenale Tecnico Navale di Hiro decise di proporre un nuovo modello per rispondere a quest'ultima esigenza. Il progetto, sviluppato da un gruppo di lavoro diretto dal capo ingegnere Kaigun Shōsa (grado equivalente a capitano di corvetta) Jun Okamura, era relativo ad un grande velivolo monoplano ad ala media a sbalzo mosso da due motori Hiro Type 94 18 cilindri a W raffreddati a liquido da 1 180 hp (880 kW) ciascuno (al decollo).
Il prototipo venne realizzato nel 1933 ma ai primi test risultò gravato di debolezza strutturale. Ciò nonostante il programma di sviluppo venne incoraggiato e il modello venne accettato ed avviato alla produzione in serie.
Gli esemplari in servizio soffrirono della congenita inaffidabilità dei motori, che ne compromisero l'operatività e che limitarono la produzione finale a soli otto unità, prototipo compreso. Lo sviluppo del modello era costoso sia in risorse umane che economiche ed il G2H non risultò all'altezza delle aspettative. Ciò nonostante l'esperienza acquisita nella formazione degli equipaggi e nella gestione del velivolo si rivelò preziosa per i reparti aerei della Marina imperiale che riutilizzarono in occasione della Guerra del Pacifico.

## Impiego operativo
Tranne un esemplare perso in un incidente, i G2H rimanenti vennero utilizzati durante le prime fasi della seconda guerra sino-giapponese in operazioni sopra il territorio cinese. Nel 1937 un incendio sviluppato sulla base aerea situata sull'isola di Jeju distrusse cinque esemplari in sosta presso l'aeroporto.

## Utilizzatori
Giappone
- Dai-Nippon Teikoku Kaigun Kōkū Hombu